# Vahina Giocante
Vahina Giocante (Orléans, 30 giugno 1981) è un'attrice francese.

## Biografia
Nata a Orléans il 30 giugno 1981 da padre corso e madre andalusa, trascorre la sua giovinezza in Corsica fino all'età di 10 anni, quando si trasferisce in Provenza. Lì ha frequentato il Liceo Paul-Cézanne di Aix-en-Provence. A 15 anni è protagonista del film Maria della Baia degli Angeli per il quale riceve anche dei riconoscimenti. Dal 1996 al 1998 è ballerina all'Opéra di Marsiglia.
Tra le pellicole più importanti cui ha preso parte: Blueberry, Lila dice, 99 francs e Bellamy.
A 20 anni ha avuto un figlio, Nino, dal contrabbassista Martin Gamet.
È ambasciatrice dell'associazione ASMAE, fondata da Suor Emmanuelle.

## Filmografia
- Maria della Baia degli Angeli (Marie Baie des Anges), regia di Manuel Pradal (1997)
- Vite rubate (Voleur de vie), regia di Yves Angelo (1998)
- Pas de scandale, regia di Benoît Jacquot (1999)
- Le Libertin, regia di Gabriel Aghion (2000)
- Les fantômes de Louba, regia di Martine Dugowson (2001)
- Bella ciao, regia di Stéphane Giusti (2001)
- Vivante, regia di Sandrine Ray (2002)
- Soldados de Salamina, regia di David Trueba (2003)
- Le intermittenze del cuore, regia di Fabio Carpi (2003)
- Blueberry (Blueberry), regia di Jan Kounen (2004)
- Le cadeau d'Elena, regia di Frédéric Graziani (2004)
- Lila dice (Lila dit ça), regia di Ziad Doueiri (2004)
- Riviera, regia di Anne Villacèque (2005)
- U, regia di Serge Elissalde (2006)
- Un lever de rideau, regia di François Ozon (2006)
- 99 francs, regia di Jan Kounen (2007)
- Segreto di stato (Secret défense), regia di Philippe Haïm (2008)
- La legge del crimine (Le premier cercle), regia di Laurent Tuel (2009)
- Bellamy, regia di Claude Chabrol (2009)
- La blonde aux seins nus, regia di Manuel Pradal (2010)
- Krach, regia di Fabrice Genestal (2010)
- 30 Beats, regia di Alexis Lloyd (2012)
- Un prince (presque) charmant, regia di Philippe Lellouche (2013)
- The Reunion (La Jeune Fille et la Nuit), regia di Bill Eagles – miniserie TV (2022)